# Aaviku (Saare)
Aaviku è un centro abitato della contea Saaremaa, in Estonia, con una popolazione di 30 abitanti secondo un censimento del 2020. Si estende per una superficie di circa 1 km² e si affaccia sul Mar Baltico.